# Славољуб Аднађ
Славољуб Аднађ (рум. Slavoliub Adnagi; Темишвар, 26. децембар 1965) румунски је политичар српског порекла.

## Политика
Члан је Савеза Срба у Румунији, а од 2016. године посланик у Румунском парламенту. Припада „Парламентарној групи националних мањина” и члан је одбора за пријатељство са Србијом, Аустријом, Швајцарском и Летонијом. Захваљујући његовим напорима, дан Светог Саве проглашен је националним празником у Румунији.